# Король Узкого моря
«Король Узкого моря» (англ. King of the Narrow Sea) — четвёртый эпизод первого сезона фантастического телесериала «Дом Дракона», снятый режиссёром Клэр Килнер по сценарию Айры Паркер. Его премьера состоялась 11 сентября 2022 года. Эпизод получил положительные отзывы критиков.

## Сюжет
В четвёртой серии Дейемон Таргариен, уже провозглашённый королём Ступеней и Узкого моря, возвращается в Вестерос и вручает свою корону Визерису. Братья на время примиряются. Дочь Визериса Рейенира сближается с Дейемоном и ночью тайно покидает замок, чтобы побродить с дядей по улицам Королевской Гавани. Она узнаёт, что народ не готов к правлению женщины. Дейемон и Рейенира заходят в бордель, где решают вступить в сексуальную связь, но в последний момент принц оставляет племянницу. Раздосадованная Рейенира сразу по возвращении во дворец отдаётся гвардейцу Кристону Колю, нёсшему стражу у дверей её спальни. Десница Отто Хайтауэр, получивший доклад от своих шпионов, сообщает Визерису, что принцесса вступила с Дейемоном в связь. Королева Алисент, подслушавшая этот разговор, рассказывает о нём Рейенире, но та клянётся, что осталась невинной. Отцу она заявляет, что десница строит коварные планы, чтобы возвести на престол своего внука Эйегона.
Разгневанный Визерис снова высылает брата и объявляет о намерении спешно выдать дочь за Лейнора Велариона, сына лорда Дрифтмарка Корлиса. Он освобождает Хайтауэра от поста десницы, но и Рейенире больше не может доверять. Доказательством тому становится «лунный чай» (средство для прерывания беременности), который приносят принцессе в финале эпизода.

## Премьера и оценки
Премьерный показ «Короля Узкого моря» состоялся 11 сентября 2022 года. Рецензенты отмечали обилие в этой серии постельных сцен, некоторые из которых сняты в нехарактерной для франшизы манере. Сыгравшая Рейениру Милли Олкок раскритиковала сцену в борделе, назвав её «достаточно грубой».
На агрегаторе обзоров Rotten Tomatoes эпизод получил рейтинг 87 % со средней оценкой 7,6/10. Автор статьи для GamesRadar + Молли Эдвардс оценила его на 4,5 звезды из 5, отметив: «После ослепительного, ужасного зрелища прошлой недели „Король Узкого моря“ — это возвращение к тому, что так хорошо удаётся авторам сериала: к извилистой интриге с потаёнными мотивами. К началу титров эпизод ловко ставит каждого из главных героев в безвыходное положение». Алек Боджалад из Den of Geek оценил четвёртую серию на 4 звезды из 5, Майкл Дикон из The Telegraph дал такую же оценку и назвал «Короля» «лучшим эпизодом сериала на данный момент».
Дженна Шерер из A.V. Club оценила «Короля» на «B+» и похвалила сценарий Айры Паркер, режиссуру Клэр Килнер, музыку Рамина Джавади, игру Мэтта Смита и Милли Олкок. Режиссёр и сценарист, по мнению Шерер, создали «эмоциональный драйв, которого „Дому Дракона“ катастрофически не хватало». Хелен О’Хара из IGN поставила эпизоду семь баллов из 10 и написала в своем вердикте: «Этот более спокойный, почти лишенный экшена эпизод снова сосредоточен на династических и сексуальных вопросах… Он хорошо сыгран и снят и выдержан в нужном темпе, но его несчастным, зацикленным на себе персонажам нужна небольшая выдержка, если они хотят достичь высот „Игры престолов“». О’Хара высоко оценила сценарий, работу продюсеров и актёров (особенно Пэдди Консидайна). Джереми Эгнер из The New York Times высоко оценил работы Консидайна и Олкок.